# Aszódi Pál
Aszódi Pál (Hévízgyörk, 1929. december 19. – 2009. február 27.) magyar jogász, politikus, országgyűlési képviselő.

## Életpályája
A Pázmány Péter Tudományegyetem, majd annak jogutódjában, az Eötvös Loránd Tudományegyetem Jogtudományi Karán tanult és szerzett diplomát 1952-ben. Katonai ügyészként helyezkedett el, majd az 1956-os forradalomban való tevékenysége miatt elhurcolták, börtönbe zárták. 1956 decemberében szabadult, időszakosan az ungvári börtönben tartották fogva. Az elé tett tiszti nyilatkozat aláírását megtagadta.
Szabadulása után az építőiparban, a mezőgazdaságban, az Országos Takarékpénztárban és a KISZÖV-nél dolgozott. Eredeti szakmáját csak az általános amnesztia után folytathatta, ekkor felvették a pécsi ügyvédi kamarába. 2001-ig folytatott ügyvédi tevékenységet, utána szüneteltette azt.
A rendszerváltás után a POFOSZ-ban tevékenykedett. 1994-ben a Magyar Igazság és Élet Pártja, 1998-ban a Magyar Demokrata Fórum színeiben indult az országgyűlési választásokon, utóbbinál a párt Baranya megyei területi listáján, de nem szerzett mandátumot. Saját bevallása szerint az Orbán-kormány megalakulása után észlelte, hogy nincs jobboldali nyugdíjas érdekvédelmi szervezete, emiatt 2000-ben megalapította a Országos Nyugdíjas Polgári Egyesületet, melynek haláláig elnöke volt. 2003-ban lépett be a Fideszbe. A Fidesz 2003-as átszervezése során az újonnan alakult Nyugdíjas Tagozat elnökévé választották, mely tisztséget haláláig be is töltött.
A 2006-os országgyűlési választáson a Fidesz-KDNP Baranya megyei listáján szerzett mandátumot, ezzel a legidősebb első ciklusos képviselő volt a 2006–2010-es országgyűlési ciklusban. Az ifjúsági, szociális és családügyi bizottság tagjaként dolgozott.
Emellett 1988-ban tagja lett a Szent György Lovagrendnek. A rendszerváltás után az 56-os Emlékéremben részesült.

## Családja
Kétszer nősült. Első házasságából egy leánygyermeke született. Egy fiú- és egy lányunokája volt.